# 咲妃美優
咲妃みゆ（日语：／ Sakihi Miyu，1991年3月16日—），日本演员、歌手，前寶塚歌劇團雪組主演娘役。出生於宮崎縣兒湯郡高鍋町，日向学院高校出身。愛稱ユウミ。

## 簡介
- 2008年，寶塚音樂學校入學，為第96期生，同期有前花組主演娘役花乃瑪麗亞、前星組主演娘役綺咲愛里、紫藤りゅう、夢華あみ等。
- 2010年，寶塚歌劇團入團，初舞台為月組公演『THE SCARLET PIMPERNEL（スカーレット ピンパーネル）(紅花俠)』，之後配屬於月組。
- 2014年1月29日，組替至雪組。同年9月1日，就任雪組主演娘役，擔任早霧せいな的相手役，大劇場披露目為『魯邦三世／ファンシー・ガイ!！』。
- 2017年7月23日，於東京寶塚劇場公演『幕末太陽傳/Dramatic 「S」!』千秋樂退團。

## 寶塚舞台演出

### 月組時代
- 2010年4月 - 7月、『THE SCARLET PIMPERNEL (紅花俠)』
- 2010年9月 - 11月、『ジプシー男爵－Der Zigeuner Baron－／Rhapsodic Moon』
- 2010年12月 - 2011年1月、梅田藝術劇場Drama City ・日本青年館公演『STUDIO 54』飾演:幼少時代的ベッキー・ヤング
- 2011年3月 - 5月、『バラの国の王子(薔薇之國的王子)／ONE』新人公演飾演:王子（本役：花陽みら）
- 2011年7月 - 10月、『アルジェの男／Dance Romanesque』新人公演飾演:フランソワーズ（本役：愛希れいか）
- 2011年11月 - 12月、寶塚Bow Hall公演・日本青年館公演『アリスの恋人(愛麗絲的戀人)』飾演:ドードー (渡渡)
- 2012年2月 - 4月、『エドワード8世－王冠を賭けた戀－(愛德華八世)／Misty Station』飾演:ルイーズ・ブルックス／新人公演飾演:メアリー王女（本役：愛風ゆめ）
- 2012年6月 - 9月、『ロミオとジュリエット(羅密歐與茱麗葉)』飾演:モンタギュー（女）(蒙特鳩家族女眾)／新人公演飾演:ジュリエット(茱麗葉)（本役：愛希れいか）　＊新人公演初女主角
- 2012年10月、寶塚Bow Hall公演・日本青年館公演『春の雪』飾演:綾倉聰子　＊Bow Hall初女主角
- 2013年1月 - 3月、『ベルサイユのばら－オスカルとアンドレ編－(凡爾賽玫瑰-奧斯卡和安德烈篇)』飾演:小公女、幼少時代奧斯卡／新人公演飾演:ジョアンナ（本役：玲実くれあ）
- 2013年5月、寶塚Bow Hall公演『月雲の皇子―衣通姫傳説より―』飾演:衣通姫　＊Bow Hall女主角
- 2013年7月 - 10月、『ルパン－ARSÈNE LUPIN－(亞森·羅蘋)／Fantastic Energy!』飾演:マリ・テレーズ／新人公演飾演:カーラ・ド・レルヌ（本役：愛希れいか）　＊新人公演女主角
- 2013年11月 - 12月、梅梅田藝術劇場Drama City ・日本青年館公演『THE MERRY WIDOW』飾演:ハンナ・グラヴァリ　＊女主角
- 2013年12月、天王洲銀河劇場公演『月雲の皇子―衣通姫伝説より―』飾演:衣通姫　＊女主角
- 2014年1月、寶塚Bow Hall公演『New Wave! －月－』

### 雪組時代
- 2014年3月、全國巡演『ベルサイユのばら－オスカルとアンドレ編－(凡爾賽玫瑰-奧斯卡和安德烈篇)』飾演:ロザリー (羅莎莉)
- 2014年6月-8月、『一夢庵風流記 前田慶次／My Dream TAKARAZUKA』飾演:捨丸／新人公演飾演:歌比丘尼（本役：早花まこ）

### 雪組主演娘役時代
- 2014年10月、日生劇場公演『伯爵令嬢 -ジュテーム、君を愛さずにはいられない-』飾演:コリンヌ
- 2015年1月 - 3月、『ルパン三世 -王妃の首飾りを追え!- (魯邦三世)／ファンシー・ガイ！』飾演:マリー・アントワネット(瑪莉·安東妮德) ／新人公演飾演:一座の踊り子 大劇場披露公演
- 2015年5月、博多座公演『星影の人／ファンシー・ガイ！』飾演:玉勇
- 2015年7月 - 10月、『星逢一夜／La Esmeralda』飾演:泉／新人公演飾演:立ち売り（本役：妃櫻ほのり）
- 2015年11月、全國巡演『哀しみのコルドバ(悲傷的科爾多瓦)／La Esmeralda』飾演:エバ･シルベストル
- 2016年2月 - 5月、『るろうに剣心(浪客劍心)』飾演:神谷薫
- 2016年6月 - 8月、中日劇場・赤坂ACT劇場・梅田藝術劇場公演『ローマの休日(羅馬假期)』飾演:アン王女 (安公主)
- 2016年10月 - 12月、『私立探偵ケイレブ・ハント(私家偵探迦勒‧杭特)／Greatest HITS！』飾演:イヴォンヌ
- 2017年2月、中日劇場公演『星逢一夜／Greatest HITS！』飾演:泉
- 2017年4月 - 7月、『幕末太陽傳／Dramatic “S”!』飾演:女郎おそめ　＊退團公演

## 寶塚退團後主要演出

### 電視劇
- 2024年1月、TBS電視台《極度不妥！》第1話 飾 田代
- 2024年4月、朝日電視台《警視廳・搜查一課長 特別篇》飾 押尾貴代
- 2025年4月、富士電視台《宛如粼光夫婦日和》飾 関谷あき奈

## 外部連結
- 官方网站
- 咲妃美優官方粉絲俱樂部
- 寶塚歌劇團公式網頁（页面存档备份，存于） (日文)
- 寶塚歌劇團中文公式網頁（页面存档备份，存于）
- 咲妃美優的X（前Twitter）
- 咲妃美優的Instagram帳戶
- 東京都會電視台網站咲妃みゆ簡介宝塚カフェブレイク登場人物咲妃みゆ，存档于Archive.today（存檔日期 20250423）